# Канабек
Канабек (каз. Қанабек, до 1990-х гг. — Красный Восток) — село в Каратальском районе Жетысуской области Казахстана. Входит в состав Карашенгельского сельского округа. Находится на реке Биже. Код КАТО — 195043400.

## Население
В 1999 году население села составляло 936 человек (480 мужчин и 456 женщин). По данным переписи 2009 года, в селе проживали 684 человека (361 мужчина и 323 женщины).

## Известные уроженцы, жители
Аднан Саидович Эльдарханов (род. 21 ноября 1953, Красный Восток (ныне Канабек), Алма-Атинская область) — доктор технических наук, профессор Грозненского технического университета